# エイドリアン・ベジャン
エイドリアン・ベジャン（Adrian Bejan、1948年9月24日 - ）は、ルーマニア出身のアメリカ合衆国の熱力学者、機械工学者。デューク大学卓越教授。「コンストラクタル法則」の提唱者。

## 来歴
ルーマニア・ガラツィ出身。バスケットボールに長け、学生時代にはバスケットボールのルーマニア代表となった。19歳でアメリカに留学し、1972年にマサチューセッツ工科大学より機械工学の学士号、修士号を取得し、1975年にMITより学位論文「超電導同期発電機の極低温冷却システムの熱設計の改善（Improved thermal design of the cryogenic cooling system for a superconducting synchronous generator）」で博士号を取得。
カリフォルニア大学バークレー校ミラー・リサーチ・フェロー、コロラド大学ボルダー校機械工学科を経て、1984年にデューク大学准教授となる。1989年にデューク大学卓越教授に就任。2018年ベンジャミン・フランクリン・メダル受賞。

## 邦訳書
- 『流れとかたち――万物のデザインを決める新たな物理法則』（2013年、 紀伊國屋書店）
- 『流れといのち──万物の進化を支配するコンストラクタル法則』（2019年、 紀伊國屋書店）